# Капитан Америка: Първият отмъстител
„Капитан Америка: Първият отмъстител“ (на английски: Captain America: The First Avenger) е американски филм от 2011 година за героя на Марвел Комикс Капитан Америка и е пети подред филм в Киновселената на Марвел. Филмът си има продължения – „Отмъстителите“ от 2010 г., „Капитан Америка: Завръщането на първия отмъстител“ от 2014 г. и ,,Първият отмъстител: Войната на героите" от 2016 г.

## Резюме
Стив Роджърс е хилав мъж от бедно семейство. Ужасен от новините за нацистите в Европа, Роджърс решава да постъпва в армията. Но заради слабото му и болнаво тяло не го приемат в армията. Чувайки искрената му молба, генерал Честър Филипс предлага на Роджърс да участва в специален експеримент... Операция: Възраждане. След редица от тестова, на Роджърс дават серума за супер-войник и получава перфектно и свръх-силно тяло. Роджърс минава през интензивна физическа и стратегическа тренировъчна програма. Три месеца по-късно, получава първата си мисия, като Капитан Америка. Въоръжен с неразрушим щит, той започва своята борба със злото, като пазител на свободата и лидер на Отмъстителите.

## Актьорски състав
| Актьор          | Роля                           |
| --------------- | ------------------------------ |
| Крис Евънс      | Стив Роджърс / Капитан Америка |
| Хюго Уивинг     | Йохан Шмит / Червения череп    |
| Хейли Атуел     | Агент Пеги Картър              |
| Доминик Купър   | Хауърд Старк                   |
| Стенли Тучи     | Айбрахам Ърскайн               |
| Томи Лий Джоунс | Честър Филипс                  |
| Тоби Джоунс     | Арним Зола                     |
| Себастиан Стан  | Джеймс „Бъки“ Барнс            |
| Нийл МакДоноу   | Тимъти „Дум Дум“ Дъган         |
| Кенет Чой       | Джим Морита                    |
| Самюъл Джаксън  | Ник Фюри                       |
| Стан Лий        | Генерал                        |

## Награди и номинации
| Награда            | Категория                                    | Номиниран(и)                                    | Резултат  |
| ------------------ | -------------------------------------------- | ----------------------------------------------- | --------- |
| Сатурн             | Най-добър научнофантастичен филм             | Най-добър научнофантастичен филм                | номинация |
| Сатурн             | Най-добри костюми                            | Най-добри костюми                               | номинация |
| Сатурн             | Най-добри декори                             | Най-добри декори                                | номинация |
| Сатурн             | Най-добри специални ефекти                   | Най-добри специални ефекти                      | номинация |
| Сатурн             | Най-добър актьор                             | Крис Евънс                                      | номинация |
| Сатурн             | Най-добър актьор в поддържаща роля           | Стенли Тучи                                     | номинация |
| Сатурн             | Най-добра музика                             | Алън Силвестри                                  | номинация |
| Награда „Хюго“     | Най-добро сценично представяне (дълга форма) | Най-добро сценично представяне (дълга форма)    | номинация |
| Награда „Бредбъри“ | Награда „Бредбъри“                           | Джо Джонстън, Кристофър Маркъс и Стивън Макфили | номинация |